# Nicetas Coniata
Nicetas Coniata (en griego Νικήτας Χωνιάτης (Nicetas Choniates); en latín Nicetas Acominatus) (c. 1155-1215/1216), fue un historiador bizantino nacido en Konya o Conas (hoy Honaz, Turquía). 

## Biografía
Era hermano del también historiador Miguel Coniata, que llegó a ser arzobispo de Atenas. Bajo la protección de su hermano, se dedicó inicialmente a la política, y consiguió varios cargos durante el reinado de los emperadores Ángelos (entre ellos, el de gran logoteta, megas logotetes, o canciller) y fue gobernador del thema de Filipópolis en un período crítico.
Tras la caída de Constantinopla durante la cuarta cruzada, en 1204, huyó a Nicea, donde se instaló en la corte del emperador de Nicea Teodoro I Láscaris, dedicándose a la literatura. Murió en 1215 o 1216. Su obra principal es la Historia, en 21 libros, que abarca el período de 1118 a 1207, continuando exactamente en el punto en que termina La Alexiada de Ana Comnena. 
A pesar de su estilo retórico y florido, la obra tiene un gran valor documental, ya que refiere acontecimientos de los que fue testigo o que escuchó de boca de testigos presenciales. La parte más interesante de la obra es aquella en que se describe la conquista de Constantinopla. Su breve tratado Sobre las estatuas destruidas por los latinos (en su forma actual quizá alterado por un autor posterior) es de especial interés para los arqueólogos. Su obra teológica (Thesaurus Orthodoxae Fidei), aunque se conserva íntegra manuscrita, sólo ha sido publicada en parte. Es una de las principales autoridades para conocer las herejías y escritores heréticos del siglo XII.

## En la ficción
Nicetas es tomado por Umberto Eco como uno de los principales personajes de su novela histórico-fantástica Baudolino que tiene como marco histórico la conquista de Constantinopla durante la cuarta cruzada.